# Lijst van Barcelonezen
Deze (incomplete) lijst geeft een overzicht van bekende Barcelonezen gerangschikt op geboortedatum. Onder Barcelonezen worden in deze lijst personen verstaan die in de Spaanse stad Barcelona geboren zijn en/of voor langere tijd in de stad gewoond hebben.

## Geboren in Barcelona

### Voor 1800

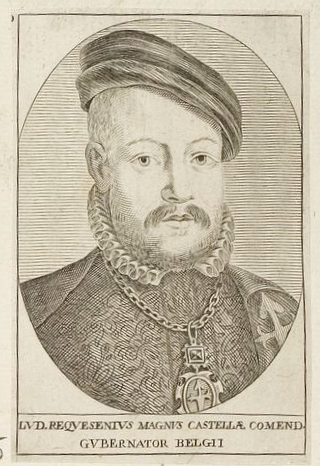
Legeraanvoerder en landvoogd Luis de Zúñiga y Requesens (1528-1576)

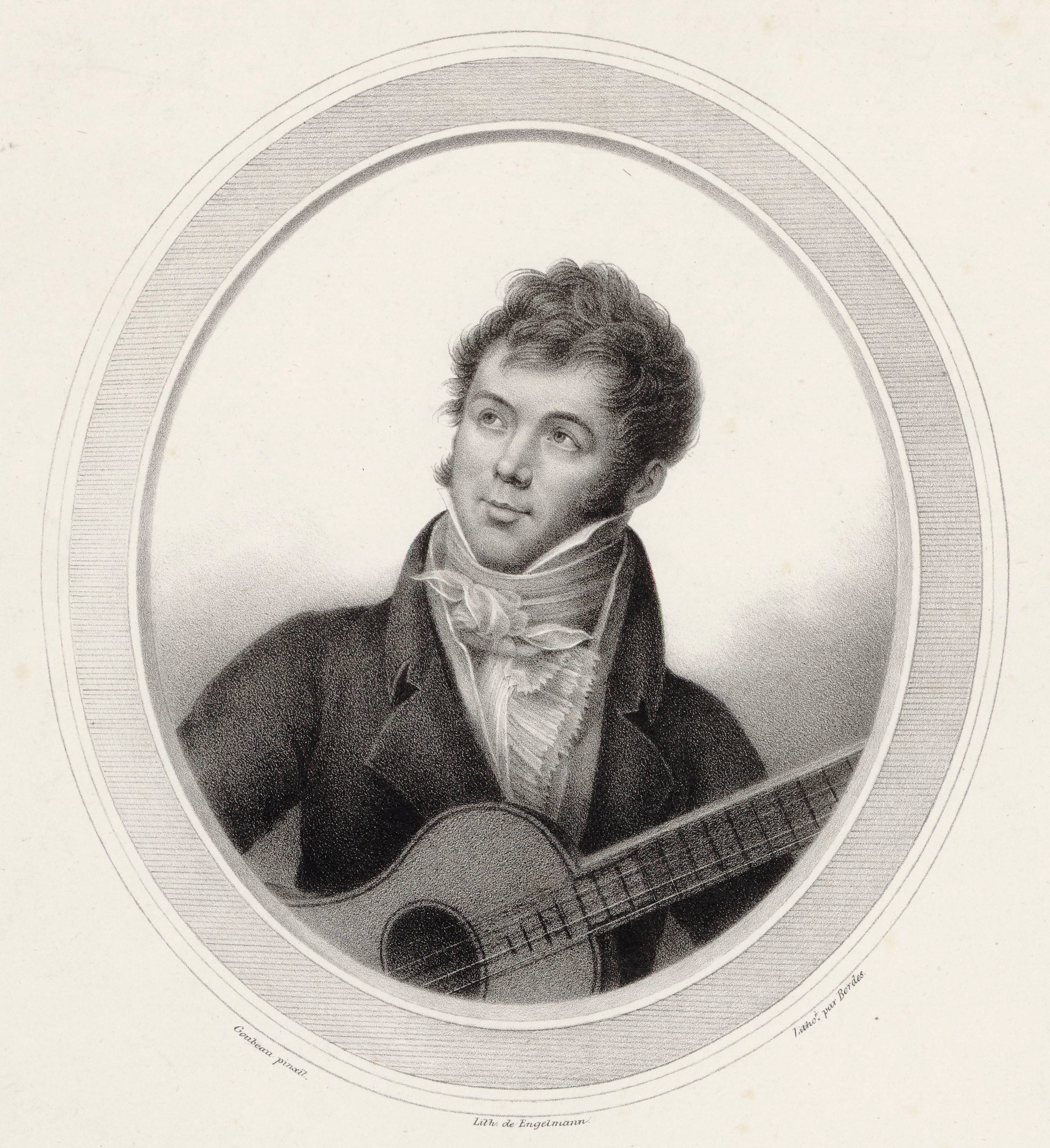
Gitaarspeler en componist Fernando Sor (1778-1839)

- Abraham Bar Hiyya (1070-1136), wiskundige, astronoom en filosoof
- Luis de Zúñiga y Requesens (1528-1576), legeraanvoerder en landvoogd van de Nederlanden
- Francisco Fernández de la Cueva (1619-1676), militair en onderkoning van Nieuw-Spanje
- Fernando Sor (1778-1839), gitaarspeler en componist

### 1800–1899
- Francesc Pi i Margall (1824-1901), filosoof, rechtskundige en president van Spanje
- Eusebi Güell (1846-1918), ondernemer en industrieel
- Lluís Domènech i Montaner (1850-1923), architect, docent, schrijver en politicus
- Enric Sagnier i Villavecchia (1858-1931), architect
- Alfons Jujol (1860-1917), beeldhouwer
- Santiago Rusiñol (1861-1931), kunstschilder, schrijver en journalist
- Ramon Casas i Carbó (1866-1932), kunstschilder
- Josep Comas i Solà (1868-1937), astronoom
- Hermenegildo Anglada Camarasa (1871-1959), schilder
- Salvador Valeri i Pupurull (1873-1954), architect
- Fructuós Gelabert i Badiella (1875-1955), cameraman, filmregisseur en -producent
- Julio González (1876-1942) , beeldhouwer en schilder
- Carlos Casagemas (1880-1901), schilder
- Joan Miró (1893-1983), kunstenaar
- Gaspar Cassadó (1897-1966), componist en cellist
- Josep Sunyol (1898-1936), politicus, journalist en jurist

### 1900–1919

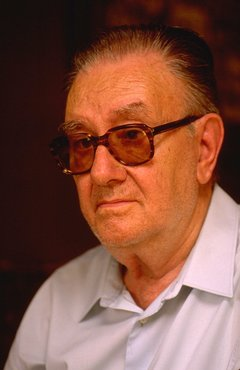
Dichter en kunstenaar Joan Brossa i Cuervo (1919-1998)

- Mució Miquel (1902-1945), wielrenner
- Josep Samitier (1902-1972), voetballer en trainer
- Carmen Amaya (1913-1963), flamencozangeres, danseres en actrice
- Ramón Mercader (1914-1978), communist, moordenaar van Leon Trotski
- Carlos Surinach (1915-1997), componist en muziekpedagoog
- Josep Palau i Fabre (1917-2008), schrijver, dichter en vertaler die in het Catalaans schreef
- Miguel Asins Arbó (1918-1996), componist, muziekpedagoog en dirigent
- Joan Brossa i Cuervo (1919-1998), dichter, beeldhouwer, grafisch kunstenaar en theaterontwerper

### 1920–1929
- Francisco Boix (Fransesc Boix i Campo) (1920-1951), fotograaf en communistisch militair
- Vicente Ferrer Moncho (1920-2009), filantroop
- Juan Antonio Samaranch (1920-2010), politicus en IOC-president
- Jordi Sabater Pi (1922-2009), primatoloog
- Enric Bernat (1923-2003), zakenman, bedenker van “Chupa Chups”
- Antoni Tàpies (1923-2012), schilder
- Oriol Bohigas i Guardiola (1925-2021), architect, stedenbouwkundige en hoogleraar
- Julio Ribera (1927-2018), striptekenaar
- Josep Maria Subirachs (1927-2014), beeldhouwer en schilder
- Josep Maria Forn i Costa (1928-2021), acteur, filmproducent en filmregisseur

### 1930–1939

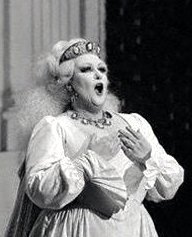
Sopraanzangeres Montserrat Caballé (1933-2018)

- Jordi Pujol i Soley (1930), politicus
- Néstor Almendros (1930-1992), cameraman
- Víctor Mora (1931-2016), stripauteur
- Enrique Raxach (1932), componist
- Montserrat Caballé (1933-2018), sopraan
- Juan Marsé (1933-2020), schrijver, scenarist en vertaler
- Julieta Serrano (1933), actrice
- Justo Tejada (1933-2021), voetballer
- Federico Mayor Zaragoza (1934-2024), wetenschapper, politicus, diplomaat en dichter
- Joan Carreras i Martí (1935-2018), uitgever en enciclopedist
- Francisco Ibáñez (1936-2023), schrijver en tekenaar
- Ferran Olivella (1936-2023), voetballer
- Jordi Porta i Ribalta (1936-2023), filosoof en cultureel activist
- Ricardo Bofill (1939-2022), architect
- Manuel Vázquez Montalbán (1939-2003), schrijver

### 1940–1949

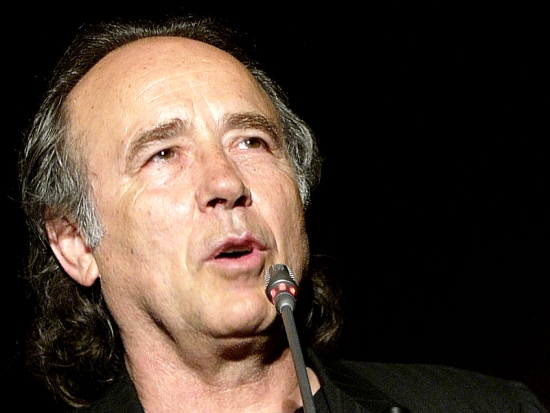
Zanger Joan Manuel Serrat (1943)

- Josep Maria Benet i Jornet (1940-2020), dramaturg en regisseur
- Pasqual Maragall (1941), burgemeester en president van Catalonië
- Montserrat Figueras (1942-2011), sopraan
- Josep Bofill (1942), beeldhouwer
- Eduardo Mendoza (1943), schrijver
- Joan Manuel Serrat (1943), zanger
- Bigas Luna (1946-2013), filmregisseur
- José Carreras (1946), zanger
- Salvador Puig Antich (1948-1974), anarchist, laatste persoon die met de garrote werd terechtgesteld

### 1950–1959
- Loles León (1950), actrice
- Jaume Plensa (1955), beeldhouwer

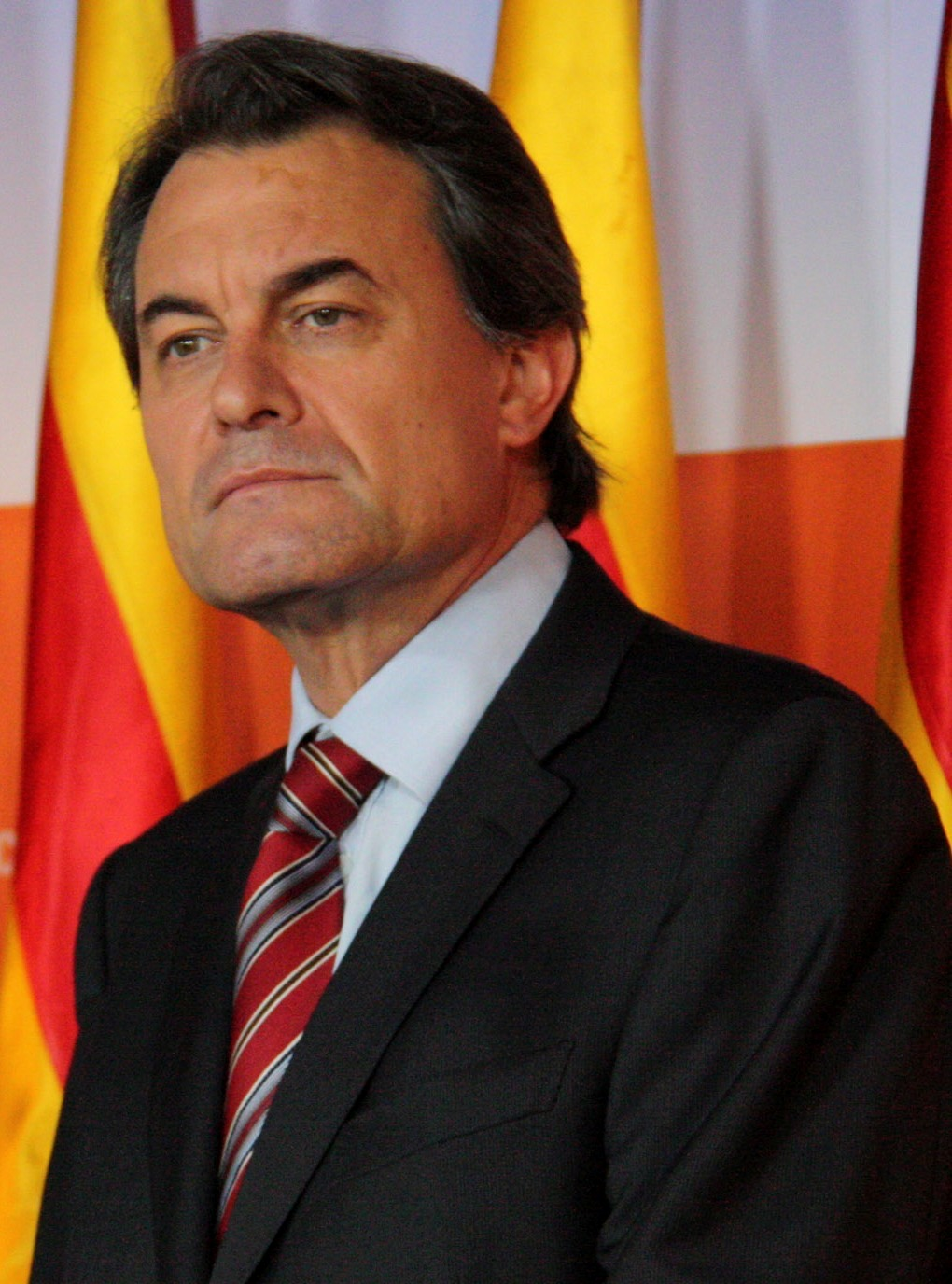
Econoom en president Artur Mas i Gavarró (1956)

- Artur Mas i Gavarró (1956), econoom en president van de regering van de Generalitat de Catalunya
- Domingo Hospital (1958), golfprofessional
- Ildefonso Falcones (1959), schrijver
- Sito Pons (1959), motorcoureur

### 1960–1969
- Carlos Sala (1960), atleet
- Clara Usón (1961), schrijfster
- Juan Aguilera (1962-2025), tennisser
- Joan Carreras i Goicoechea (1962), schrijver en journalist
- Joan Laporta (1962), advocaat en voetbalbestuurder (FC Barcelona)
- Manuel Valls (1962), Frans en Spaans politicus
- Josep Maria Bartomeu (1963), ondernemer en voetbalbestuurder (FC Barcelona)
- Jordi Arrese (1964), tennisser
- Marcos Górriz (1964), tennisser
- Carlos Ruiz Zafón (1964-2020), schrijver
- Jordi Sánchez i Zaragoza (1964), acteur, scenarioschrijver
- Miguel Illescas Córdoba (1965), grootmeester schaken
- Daniel Plaza (1966), snelwandelaar
- Miguel Gil Moreno (1967-2000), oorlogscorrespondent
- Xavier Bosch i Sancho (1967), journalist, schrijver en tv-producent
- Martí Gasull i Roig (1969-2012) filosoof, filoloog, catalanist

### 1970–1979

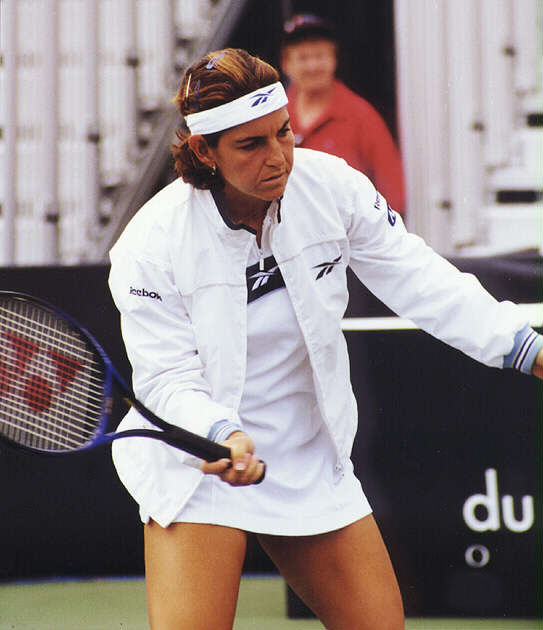
Tennisster Arantxa Sánchez (1971)

- Albert Ferrer (1970), voetballer en voetbaltrainer
- Sergi Bruguera (1971), tennisser
- Germán López (1971), tennisser
- Pedro de la Rosa (1971), formule 1-coureur
- Arantxa Sánchez (1971), tennisster
- Sete Gibernau (1972), motorcoureur
- David Fernàndez i Ramos (1973), journalist en politicus
- Nacho Vidal (1973), pornoacteur
- María Vasco (1975), snelwandelaarster
- Daniel Brühl (1978), Duits acteur
- Carles Castillejo (1978), atleet
- Gisela (1979), zangeres
- Christian Wein (1979), Spaans-Duits hockeyer

### 1980–1989
- Pau Gasol (1980), basketballer
- Sergio García (1983), voetballer
- Carlos García (1984), voetballer
- Marc Gasol (1985), basketballer
- Isaac Tutumlu (1985), autocoureur

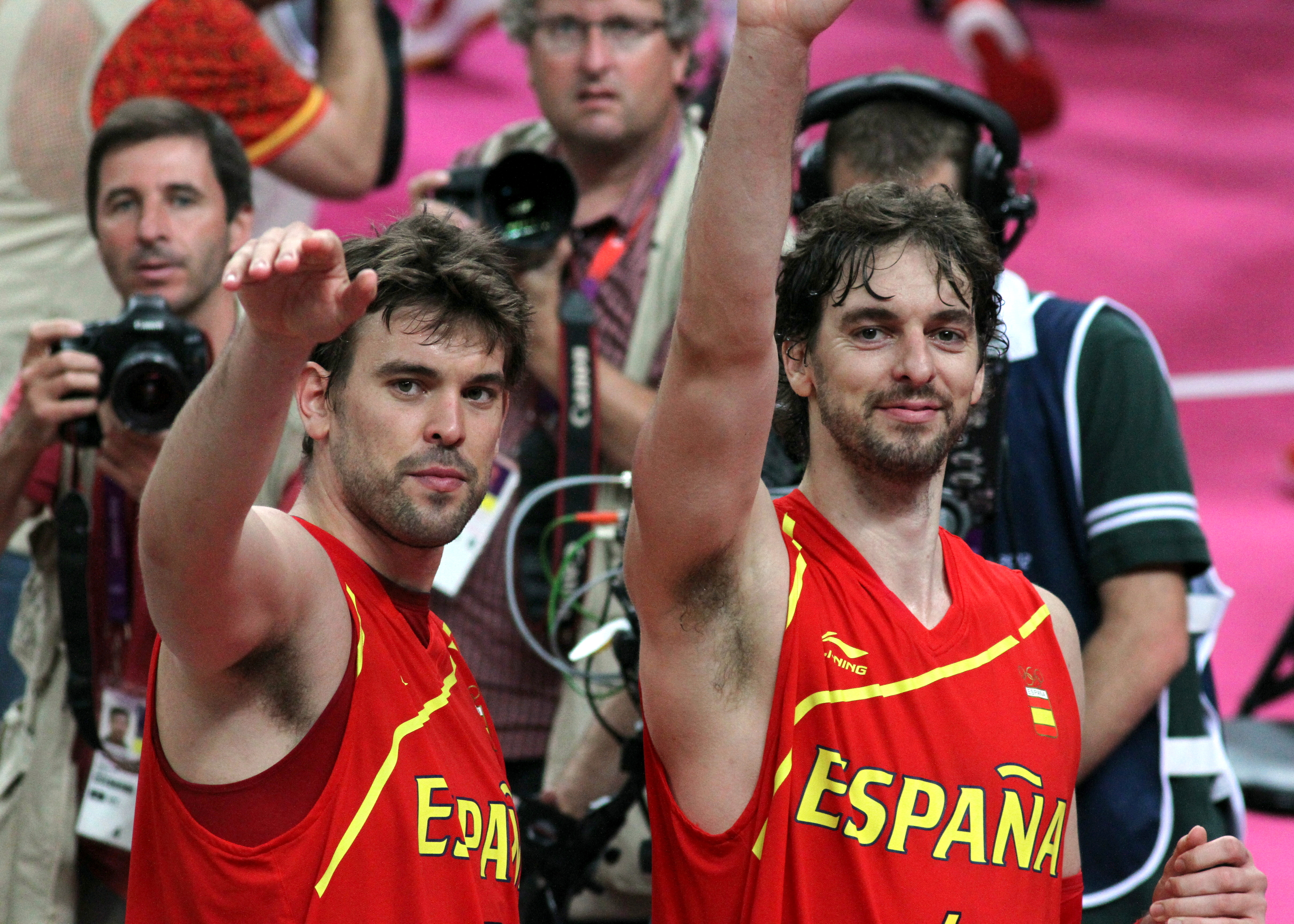
Basketballers Pau (1980) en Marc Gasol (1985)

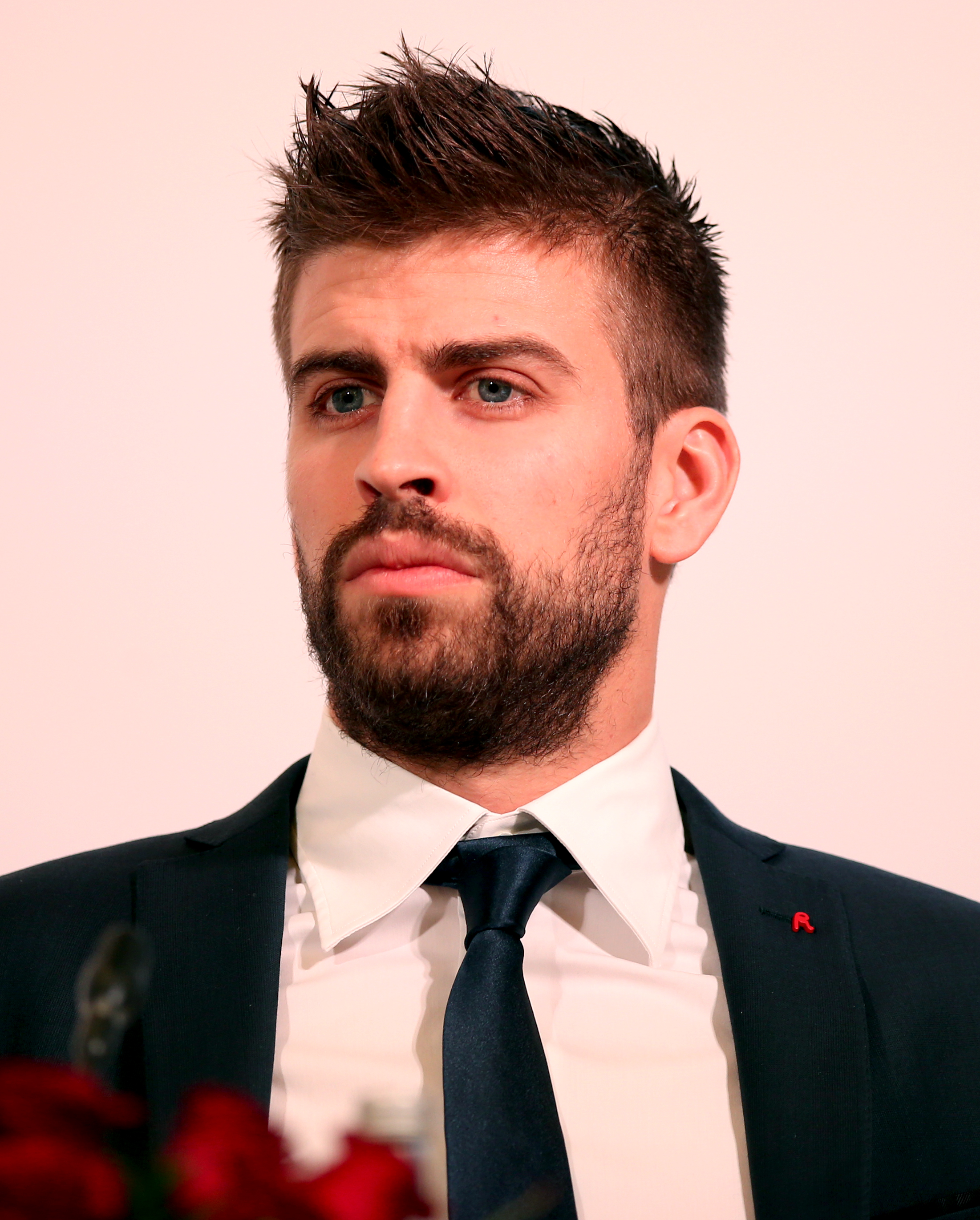
Voetballer Gerard Piqué (1987)

- Marcel Granollers (1986), tennisser
- Marc Torrejón (1986), voetballer
- Gerard Piqué (1987), voetballer
- Dani Clos (1988), autocoureur
- Jessica Vall (1988), zwemster
- David López Silva (1989), voetballer

### 1990–1999

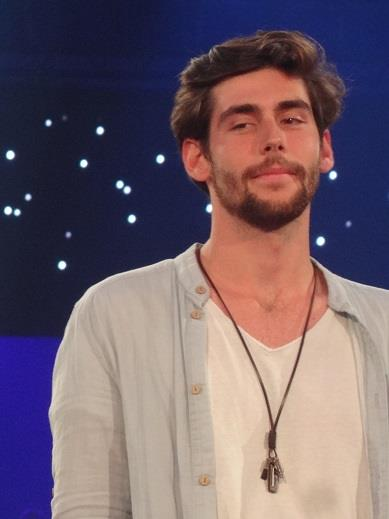
Zanger Álvaro Soler (1991)

- Jaime Alguersuari (1990), autocoureur
- Èric Bertran i Martínez (1990), schrijver en Catalaans activist
- Fran Mérida (1990), voetballer
- Alejandro Rodríguez (1991), voetballer
- Álvaro Soler (1991), zanger
- Miquel Monrás (1992), autocoureur
- Pol Llonch (1992), voetballer
- Enric Saborit (1992), voetballer
- Víctor Álvarez (1993), voetballer
- Jesjua Angoy i Cruijff (1993), Spaans-Nederlands voetballer
- Mariano Díaz (1993), Dominicaans voetballer
- Héctor Bellerín (1995), voetballer
- Ronald Koeman jr. (1995), Nederlands voetbaldoelman
- David Raya (1995), voetbaldoelman
- Álex Serrano (1995), voetballer
- Roger Adrià (1998), wielrenner

### Vanaf 2000
- Eric García (2001), voetballer
- Sergi Darder (2003), wielrenner
- Divaio Bobson (2004), voetballer
- Sergi Domínguez (2005), voetballer
- Adam Aznou (2006), Marokkaans voetballer

## Overleden in Barcelona

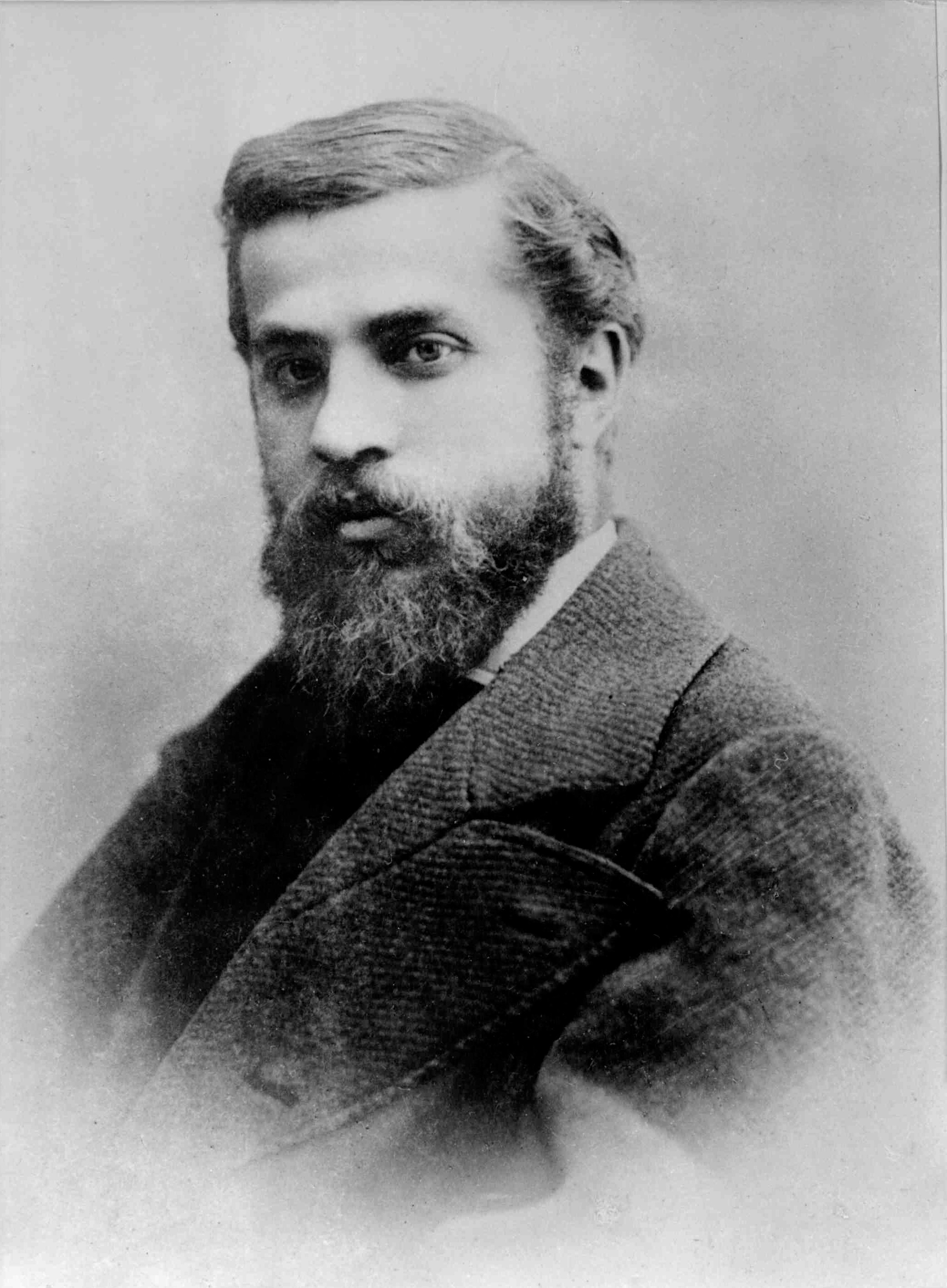
Architect Antoni Gaudí (1852-1926)

- Francisco Ferrer (Alella, 1859-1909), anarchist en pedagoog
- Antoni Gaudí (Reus of Riudoms, 1852-1926), architect
- Paulino Alcántara (Iloilo, 1896-1964), Spaans-Filipijnse voetballer
- Manuel de Solà-Morales Rubio (Vitoria-Gasteiz, 1939-2012), architect
- Johan Cruijff (Amsterdam, 1947-2016), voetballer
- Miguel Pacheco (Sabadell, 1931-2018), wielrenner